# Nicolette Bruining
Nicolette Adriana Bruining, later in haar leven meestal aangeduid als Mejuffrouw Bruining (Stompetoren, 27 augustus 1886 - Den Haag, 12 april 1963) was een Nederlands vrijzinnige theologe, predikante en medeoprichtster en voorzitter van de Vrijzinnig Protestantsche Radio-Omroep (VPRO). Zij was de dochter van de theologieprofessor Albert Bruining.
Opgegroeid in een vrijzinnig Nederlands-hervormd milieu studeerde zij theologie aan de Universiteit van Amsterdam. Vervolgens was ze een aantal jaren godsdienstlerares. In 1916 promoveerde ze bij haar vader; haar proefschrift ging over De Theologie van F.H.R. von Frank, een tamelijk dogmatische lutheraan.
Zij was in die tijd reeds in bestuurlijke alsook in pastorale zin aan de slag gegaan bij de vrijzinnige protestanten. In dat kader zorgde zij met Everhard Spelberg ervoor dat vanaf 1926 het vrijzinnig-protestantse geluid door middel van de Vrijzinnig Protestantsche Radio-Omroep (VPRO) via de radio werd vertegenwoordigd. Vanaf het oprichtingsjaar tot 1956 was zij voorzitter van de VPRO en werkte zij nauw samen met Spelberg die de rol van secretaris vervulde.
In de jaren vijftig hield zij voor de VPRO een lange serie korte radiopraatjes die de naam Vandaag droegen en waarin zij haar mening over allerlei toentertijd actuele onderwerpen gaf.
Ze stond bij de VPRO bekend als een intelligente persoonlijkheid met een grote discipline die hard werkte en zich tevens overal mee bemoeide.
Nicolette Bruining werd 76 jaar oud.